# Dezemberküsse
Dezemberküsse ist ein deutsches Drama aus dem Jahr 2004 des deutsch-israelischen Regisseurs und Drehbuchautors Gabriel Bornstein. Der Film wurde ausschließlich in der Kirche St. Pauli und der Friedenskirche in Hamburg gedreht.

## Handlung
Kurz vor Weihnachten ist der Kleinganove Freddy am Hamburger Hafen in eine Schießerei verwickelt. Schwer verwundet schleppt er sich zu einem Freund, einem Pastor im Hamburger Stadtteil St. Pauli. Der Pastor versteckt ihn einer kleinen Kammer im Kirchturm der St.-Pauli-Kirche vor der Polizei. Als Laura, die 17-jährige Tochter des Pastors, den Verwundeten entdeckt, kümmert sie sich liebevoll um ihn. Zwischen den beiden entwickelt sich eine innige Liebesbeziehung. Am Weihnachtstag werden die beiden vom Pastor erwischt, der sich nun weigert, Freddy länger vor der Polizei zu schützen.

## Kritiken
In der Filmkritik der Hamburger Morgenpost hieß es, der Film sei eine „sympathische kleine Liebesgeschichte“. Hervorgehoben wurden insbesondere die beiden Hauptdarsteller, die „die ganze Gefühls-Palette von Neugier, Anziehung, Begehren, Verführung und Ablehnung durch[spielen]“. Es wurde allerdings bemängelt, dass „der Wechsel zwischen Vertrauen und Misstrauen bisweilen recht klischeehaft“ wirke. Das Lexikon des internationalen Films urteilte ebenfalls, das „MiniDV gedrehte, kammerspielartige Krimidrama“ würde „von der Präsenz der beiden Hauptdarsteller“ leben.

## Auszeichnungen
- Silver-Award beim Houston International Film Festival